# Julio Crisosto
Julio Alberto Crisosto Zárate (* 21. März 1950 in Iquique) ist ein ehemaliger chilenischer Fußballspieler auf der Position des Mittelstürmers. Mit dem CSD Colo-Colo wurde er 1979 Meister. Für Chile kam der Torjäger 27-mal zum Einsatz und erzielte elf Länderspieltreffer.

## Karriere

### Vereinskarriere
Julio Crisosto begann im Alter von zehn Jahren das Fußballspielen bei Libertad in Iquique, spielte bei den Boca Juniors mit 14 Jahren um die Stadtmeisterschaft von Iquique und wechselte später in die Jugend der Universidad Católica, wo er schließlich Profi wurde. Als die Cruzados nach der Saison 1973 in die zweite Liga abstiegen, gab der Verein den Torjäger an den CSD Colo-Colo ab. Mit Carlos Caszely und Sergio Ahumada spielten zwei offensive Nationalmannschaftskollegen bereits beim Klub, wechselten aber noch kurzfristig den Verein. 1974 wurde Crisosto Ligatorschützenkönig und gewann die Copa Chile, 1979 die chilenische Meisterschaft.
Nach Colo-Colo spielte der Stürmer zwei Jahre bei Naval de Talcahuano, ein Jahr bei Panathinaikos Athen in Griechenland, bei Deportes Arica, bei Santiago Wanderers nur die Copa Chile und zuletzt bei Deportes Linares.

### Nationalmannschaftskarriere
Für die chilenische Nationalmannschaft gab Crisosto im Oktober 1971 sein Debüt bei der Copa Juan Pinto Durán 1971 gegen Uruguay. Zwar ging das Hinspiel mit 3:0 verloren, doch Chile gewann das Rückspiel mit 5:0, bei dem Crisosto sein erstes Länderspieltor erzielte. Er spielte die Qualifikation zur Fußball-Weltmeisterschaft 1974, für die sich Chile nach dem Sieg im Entscheidungsspiel gegen Peru und über die Play-offs gegen die im Rückspiel nicht angetretene Sowjetunion qualifizieren konnte. Für die Weltmeisterschaft wurde Crisosto von Trainer Luis Álamos nicht mitgenommen. Für Crisosto war die Nichtnominierung der tragischste Moment seiner Karriere.
Sein einziges großes Turnier spielte Crisosto bei der Copa América 1975, wo er ein Spiel gegen Peru bestritt. Beim 1:1-Unentschieden erzielte Crisosto den 1:0-Führungstreffer in der elften Minute. Es blieb sein einziges Spiel bei diesem Turnier, Chile schied in der Gruppenphase als Zweiter aus.
Sein letztes Länderspiel absolvierte der Torjäger 1977 beim Freundschaftsspiel gegen Schottland, das mit einer 2:4-Niederlage endete. Crisosto wurde in der 37. Spielminute beim Stand von 0:3 eingewechselt und erzielte beide Tore für die Chilenen. Insgesamt kommt Crisosto auf 27 Länderspieleinsätze, in denen er 11 Tore erzielte.

## Erfolge
CSD Colo-Colo
- Chilenischer Meister: 1979
- Chilenischer Pokalsieger: 1974
- Torschützenkönig der Primera División: 1974